# 洛克斯特克里克鎮區 (密蘇里州林縣)
洛克斯特克里克鎮區（英語：Locust Creek Township）是位於美國密蘇里州林縣的一個行政鎮區。

## 地方資料
洛克斯特克里克鎮區的面積為129.10平方千米，當中陸地面積為127.97平方千米，而水域面積為1.12平方千米。根據2020年美國人口普查的數據，當地共有人口453人，而人口密度為每平方千米3.51人。